# Aprasia rostrata
Aprasia rostrata är en ödleart som beskrevs av Parker 1956. Aprasia rostrata ingår i släktet Aprasia och familjen fenfotingar. IUCN kategoriserar arten globalt som sårbar. Inga underarter finns listade i Catalogue of Life.
Arten beskrevs ursprungligen efter individer från Hermite Island framför nordvästra Australiens kust. Senare hittades en population på fastlandet som listas som underart (Aprasia rostrata fusca) eller som art (Aprasia fusca). Honor lägger ägg.